# エドワード・サーロー (初代サーロー男爵)
初代サーロー男爵エドワード・サーロー（Edward Thurlow, 1st Baron Thurlow PC KC、1731年12月9日 – 1806年9月12日）は、グレートブリテン王国の弁護士、裁判官、トーリー党の政治家。

## 概要
聖職者の息子として生まれた。弁護士を経て庶民院議員に当選し、法務次官・法務長官・大法官を歴任した。在任中は国王ジョージ3世の腹心の役割を果たし、1778年から1783年まで大法官として大きな影響力を行使した。1783年のフォックス＝ノース連立内閣で内閣から排除されたが、小ピットが組閣すると大法官に復帰した。小ピットとの関係は最初は良好であったが、摂政法危機の際、小ピットを裏切りホイッグと交渉したことで関係に亀裂が生じた。以降も小ピットとの関係は悪化の一途をたどり、1792年に小ピットが自身とグレンヴィル男爵の辞任をちらつかせてジョージ3世に迫り、サーローを引退させた。大法官を退くと引き続き貴族院で活動したが、院内での発言は稀だった。1806年に痛風のため死去した。

## 生涯

### 生い立ち
聖職者トマス・サーロー（Thomas Thurlow、1695年洗礼 – 1762年6月没）と妻エリザベス（1736年ごろ没、ロバート・スミスの娘）の長男として、1731年12月9日にノーフォーク州ブラコン・アッシュで生まれた。のちにダラム主教を務めるトマス・サーローは弟にあたる。
最初はノーフォーク州スカーニングの学校でジョセフ・ブレット（Joseph Brett）による教育を受けた。在学中に鶏投げが上手になり、そのことについてラテン語のエレジーを著した。しかしサーローは先生であるブレットを嫌い、後年にブレットがサーローと知り合いだと主張したとき、サーローは「私には私のことを覚えている悪党をみんな覚える義務がない」とはねつけた。
それでもサーローはブレットのもとで4年間教育を受けたが、「矯正できない悪童」と言われてカンタベリーのキングズ・スクールに転校、そこで古典学について学んだ。1748年10月5日にケンブリッジ大学キーズ・カレッジに入学、同年から1751年までスカラ（scholar）に選出された。ケンブリッジでも日々を無為に過ごす反抗的な学生として知られ、その不品行により1751年の受胎告知日（3月25日）の後に退学した。しかし父トマスはサーローの将来についてまったく心配せず、「自分で戦って進められるだろう」と述べ、大学時代のモットーも「カエサルか無名か」（aut Caesar aut nullus）という闘志に満ちたものだった。

### 弁護士になる

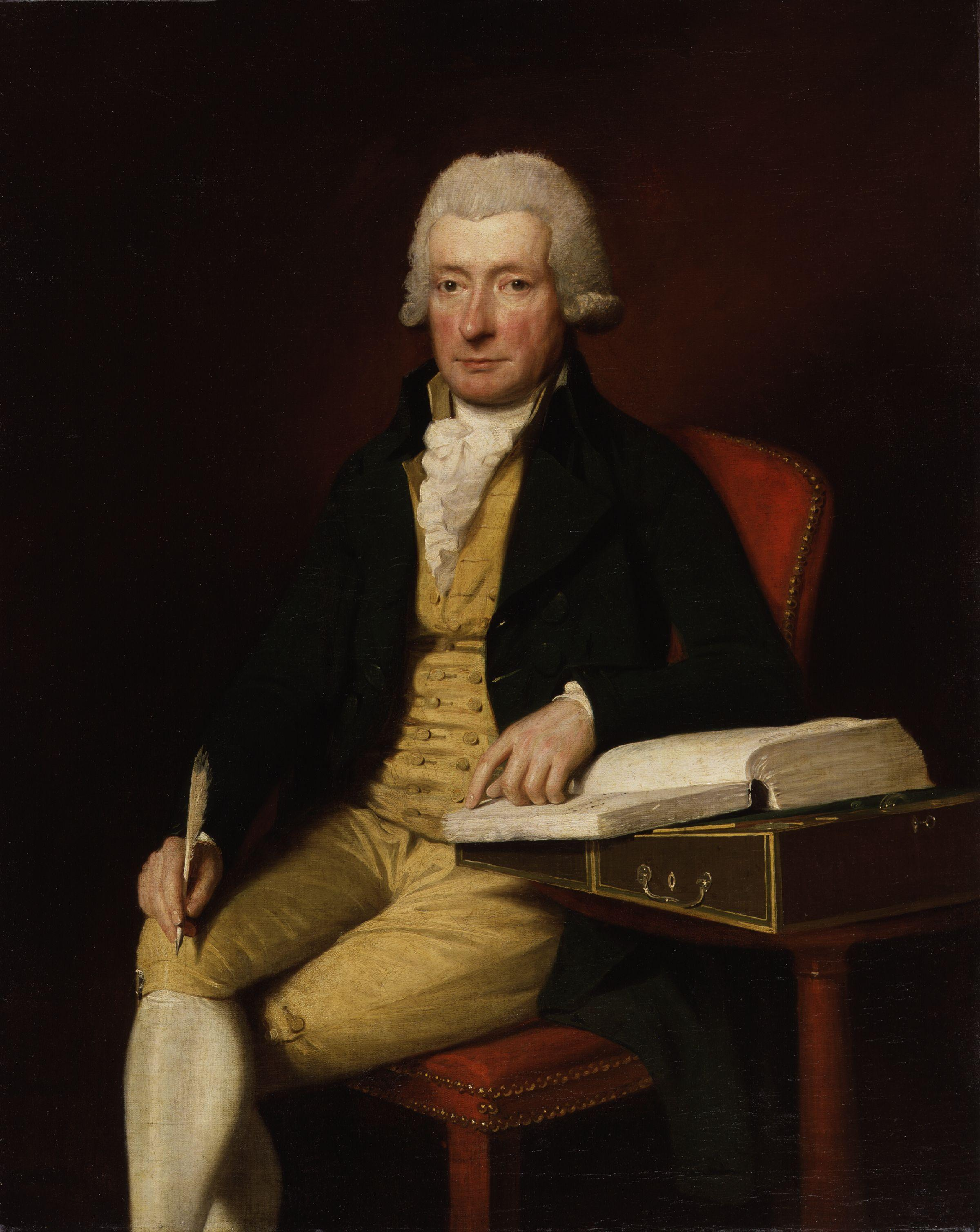
サーローの友人ウィリアム・クーパー。レミュエル・フランシス・アボット画、1792年。

ケンブリッジ大学から退学した時点で進路が決まっており、サーローはホルボーンのイーリー・プレイスにある事務弁護士チャップマン氏（Chapman）の事務所で働き始め、気質の合うウィリアム・クーパーと友人になった。クーパーはサーローをおじにあたるアシュリー・クーパー（Ashley Cowper）に紹介したほか、サーローと一緒に女遊びに出かけることが多かった。
1752年1月9日にインナー・テンプルに入学、1754年11月22日に弁護士資格免許を取得し、1762年1月29日にインナー・テンプルの評議員に選出された。1769年にインナー・テンプルの朗読者（reader）、1770年に会計係に選出された。サーローはインナー・テンプル在学中に熱心に勉強したわけではなかったが、朝は読書に費やすことが多く、夜は遠くてもテンプル・バー近くのナンドーズ・コーヒー・ハウスまでしか出かけなかった。
サーローは大胆で断固とした性格の弁護士として名声を得て、1758年の「ルーク・ロビンソン対ウィンチルシー伯爵」事件では相手方の弁護士フレッチャー・ノートンを言い負かし、ノートンが剣幕でサーローをおどかそうと考えたほどとなった。1760年の著作権に関する「トンソン対コリンズ」事件で被告側弁護士を務めたが、財務府裁判所の審議でトンソンがコリンズの訴訟費用も負担したことが判明、すなわち訴訟自体がトンソンとコリンズによる馴合訴訟だったため、判決が出ないまま終結した。1762年のヒラリー学期（春学期）に勅選弁護士に任命された。この任命はサーローの友人である第3代ウェイマス子爵トマス・シンの後援によるとされる。
ダグラス訴訟事件（初代ダグラス公爵アーチボルド・ダグラスの遺産をめぐる訴訟）について、1767年7月15日にスコットランド刑事裁判所で判決が言い渡されると、サーローは事件について調べ、いつも行っているナンドーズ・コーヒー・ハウスで判決が誤りであると強く主張した。このとき、敗訴したアーチボルド・ダグラスの代表者がその場にいてサーローの話を聞いたため、サーローは上告審での弁護士に招聘された。勝訴した第7代ハミルトン公爵ジェームズ・ハミルトンの代表弁護士アンドルー・ステュアートはサーローの言葉に怒り、2人は1769年1月14日に決闘した。2人は決闘の後に友人になり、2月27日に上告審の行われた貴族院でダグラスが逆転勝訴した。ダグラス訴訟事件により、サーローの名声が一層高まった。

### 庶民院議員として
1765年にウェイマスがアイルランド総督に就任すると、ウェイマスはサーローを自身の部下であるアイルランド主席政務官に任命したが、サーローは着任せず、任命はのちに取り消された。その代わり、ウェイマスはサーローを自身が影響力を有するタムワース選挙区の補欠選挙に出馬させた。タムワースではウェイマスと第4代タウンゼンド子爵ジョージ・タウンゼンドが主導権を争っていたが、1765年10月29日に妥協が成立し、タウンゼンドがサーローの対立候補を撤退させる代償に次期総選挙でタウンゼンドの候補1名を支持し、地方自治体での議席も半々に分けた。こうして、サーローは1765年12月23日の補欠選挙を無投票で当選、庶民院議員に就任した。その後は1768年イギリス総選挙で無投票、1774年イギリス総選挙で186票（得票数2位）を得て再選した。また1769年10月11日にはタムワースの記録官（recorder）に選出された。
庶民院ではベッドフォード公爵派に属し、1766年1月27日に初演説して、アメリカ植民地からの印紙法反対請願の審議に反対した。2月22日には印紙法廃止に反対票を投じた。1767年12月にベッドフォード公爵とともに与党に転じた。

### 法務長官在職期
ノース内閣が成立すると、1770年3月30日に法務次官に任命され、1771年1月26日に法務長官に昇進した。法務長官として1773年東インド法の起草に関わり、ロバート・クライヴの議会への証人喚問を支持したほか、1774年2月の著作権に関する「ドナルドソン対ベケット」事件で初代マンスフィールド伯爵ウィリアム・マレーが支持したコモン・ローにおける永久著作権を否定した。また1774年2月にグレンヴィル法の恒久法化に反対した。
第3代グラフトン公爵オーガスタス・フィッツロイは法務長官としてのサーローを「議会でも法廷でも一流の演説者」と称えつつ、「強い国王大権を支持している」と憂慮した。サーロー自身は議会の権威を守ることで名誉革命の成果を守っていると主張した。

### 1回目の大法官就任

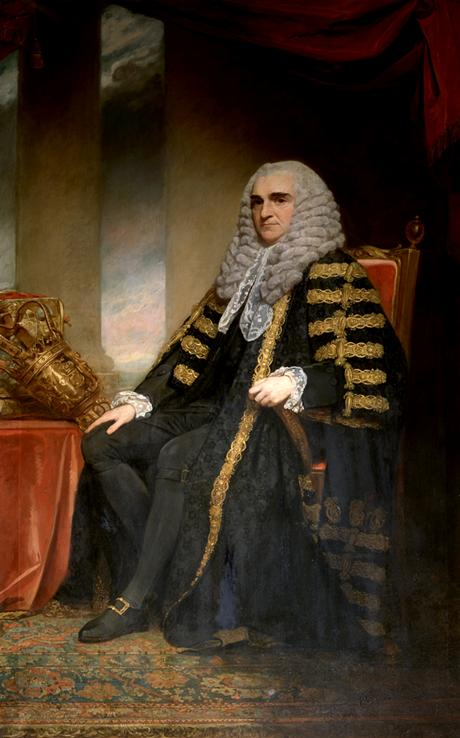
大法官としての肖像画。ジョージ・ロムニー画、1784年。

アメリカ独立戦争直前の1775年2月2日にジョン・ダニングが「アメリカ植民地が反乱を起こしているとは言えない」と発言すると、「各植民地の会議で民兵隊の編成、武装して戦えるよう準備すること、30発分の火薬と砲弾が用意されることが命じられた。これが反乱でなければ、博識な紳士が反乱とは何かを説明することを望む」と反論した。以降もイギリスの（植民地の）母国としての権利とそれを主張する義務を説き、国王ジョージ3世に大層喜ばれたため、大法官の第2代バサースト伯爵ヘンリー・バサーストが辞任したとき、ジョージ3世はその後任としてサーローを推薦した。内閣側でも1777年のサラトガの戦いでの敗戦と1778年のフランス参戦により戦況が劣勢になり、批判者に対しより強硬に反論できる閣僚を必要とした。これによりサーローは大法官に任命され、1778年6月3日に枢密顧問官に就任、同日にグレートブリテン貴族であるサフォーク州アシュフィールドのサーロー男爵に叙された。7月14日、貴族院議員に就任した。もっとも、貴族院における最初の職務は議会の閉会宣言であり、実際に貴族院での弁論に加わったのは次の会期が始まる11月26日のことだった。
以降の5年間は『英国議会史』でジョージ3世の腹心として絶大な影響力を誇ったと評され、1779年10月の第3代ウェイマス子爵トマス・シンと第2代ゴア伯爵グランヴィル・ルーソン＝ゴアの辞任に伴うノース内閣の改造、第2次ロッキンガム侯爵内閣（1782年3月成立）の組閣をめぐる交渉の仔細を教えられたほか、同内閣とシェルバーン伯爵内閣でジョージ3世を代表して内閣を監視したという。
大法官として貴族院への登院回数が極めて多く、1年目にすべての会議に出席したほか、2年目以降も登院率がほとんど9割を上回った。貴族院で弁論を主導し、第8代準男爵サー・ジョージ・サヴィルによる1778年教皇派法（カトリック解放法案の1つ）に賛成し、1780年6月には陸軍によるゴードン暴動鎮圧に賛成した。
1781年のヨークタウンの戦いでイギリス軍が敗北し、ノース内閣は庶民院で少数与党に転落したが、貴族院では多数を維持した。サーローはロッキンガム侯爵の組閣を阻止しようとして失敗したが、ロッキンガム侯爵もサーローを内閣から排除できず、サーローの留任をしぶしぶ認めた。シェルバーン伯爵内閣でも留任し、サーローは内閣が長続きしないと判断したものの、貴族院で内閣を支持し、1783年2月にアメリカ独立戦争の予備講和条約が審議されたときは貴族院で条約批准を可決させた。

### フォックス＝ノース連立内閣
フォックス＝ノース連立内閣の組閣にあたり、チャールズ・ジェームズ・フォックスがサーローの辞任を強く要求した結果、ジョージ3世が譲歩して、サーローを2,680ポンドの年金と閑職の財務省出納官への復帰権（reversion）と引き換えに退任させた。その後、サーローは1786年7月に財務省出納官に就任、1806年に死去するまで務めた。サーローの後任は決まらず、大法官は1783年4月9日に委員会制になった。
サーローは議会において野党に転じ、アイルランドにおける最終審の裁判所をイギリスからアイルランドに移すことに反対した。野党期にも引き続きジョージ3世に信用され、ジョージ3世はサーローの助言に基づき自身がフォックスの東インド会社規制法案に反対していることを貴族院で宣告させた。この宣告の結果、東インド法案は否決され、内閣も倒れた。

### 小ピット内閣期（2回目の大法官就任）
1783年12月、第1次小ピット内閣の組閣交渉に関わり、自身も1783年12月23日に再度大法官に就任した。議会の開会を控えた前日（1784年3月23日-24日）、国璽がブルームスベリーのグレート・オーモンド・ストリート（Great Ormonde Street）にあるサーローの自宅から盗まれるという事件が起きた。小ピットは即座に閣議を開いて新しい国璽を作ることを決め、職人には徹夜で新・国璽を作らせ、旧・国璽を無効とする手続をとった。ただし事件自体は解決されず、盗まれた国璽が見つかることもなければ、犯人が捕まることもなかった。
首相小ピットは1784年イギリス総選挙で大勝した。しかし政権の安定にはジョージ3世の支持も不可欠であり、サーローも最初は小ピットを支持し、対アイルランド貿易政策（1785年）などを擁護した。サーローは小ピットと違い、選挙法改正と奴隷貿易廃止に反対したが、どちらも小ピットとサーローの協力関係に影響しなかった。

また1784年8月には1745年ジャコバイト蜂起に関与して財産を没収された人物の子孫に財産を返還する法案が討議され、サーローはこれに反対した。

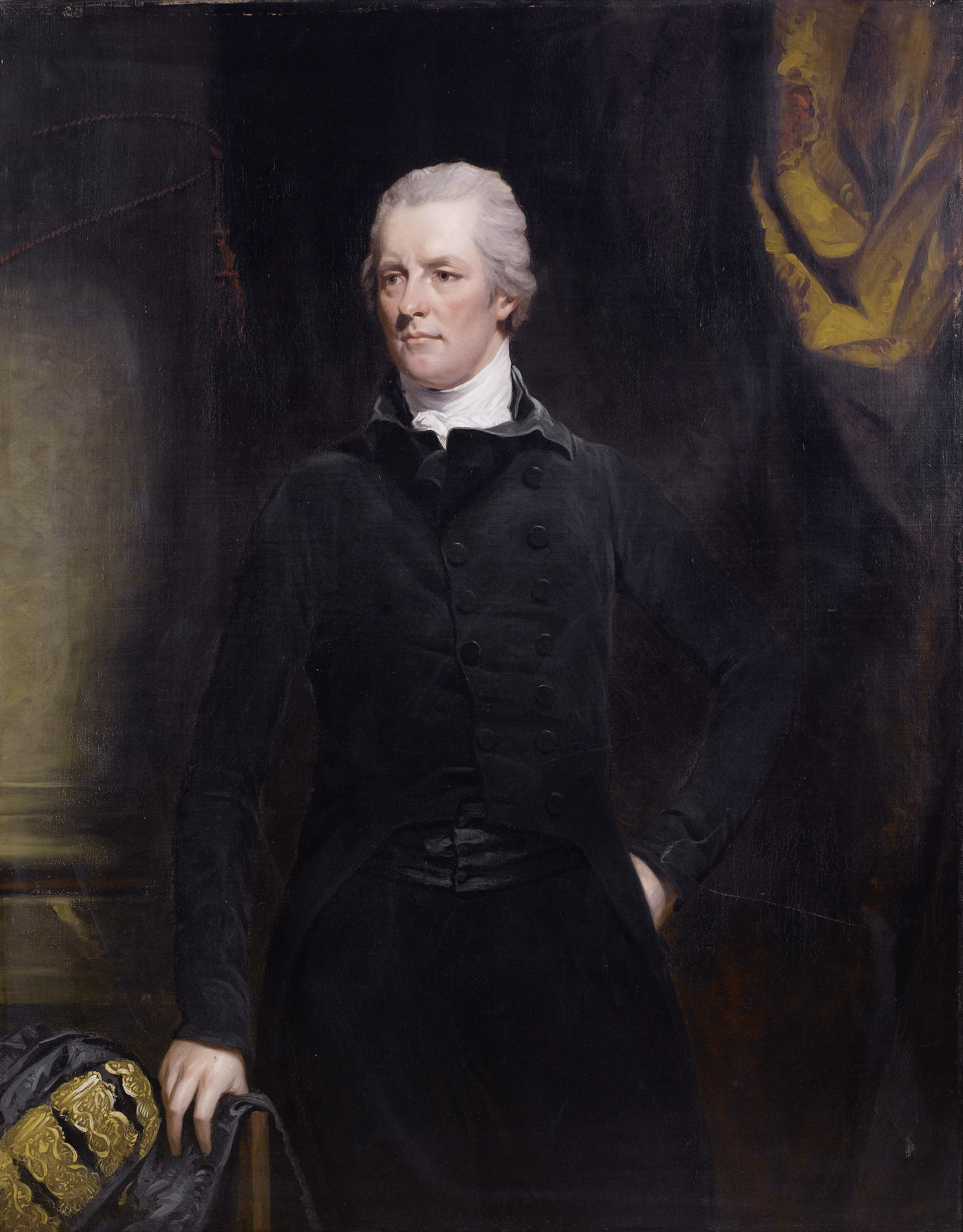
首相小ピット。政権発足当初は関係良好だった。
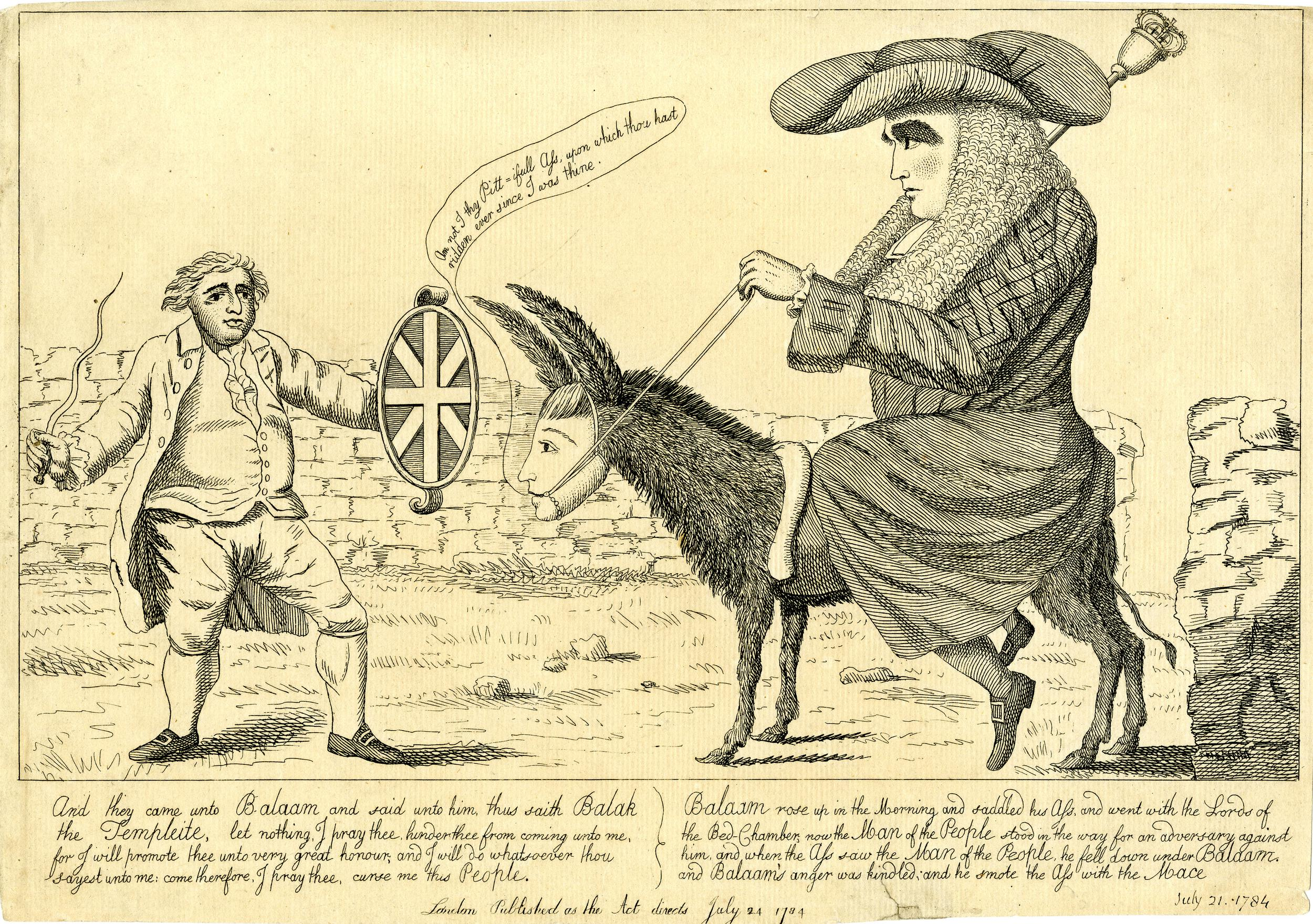
サーローを描いたカリカチュア。馬（小ピット）にまたがる騎手サーローがホイッグのチャールズ・フォックスと対峙している。

#### 二枚舌を演じて小ピットとの関係悪化

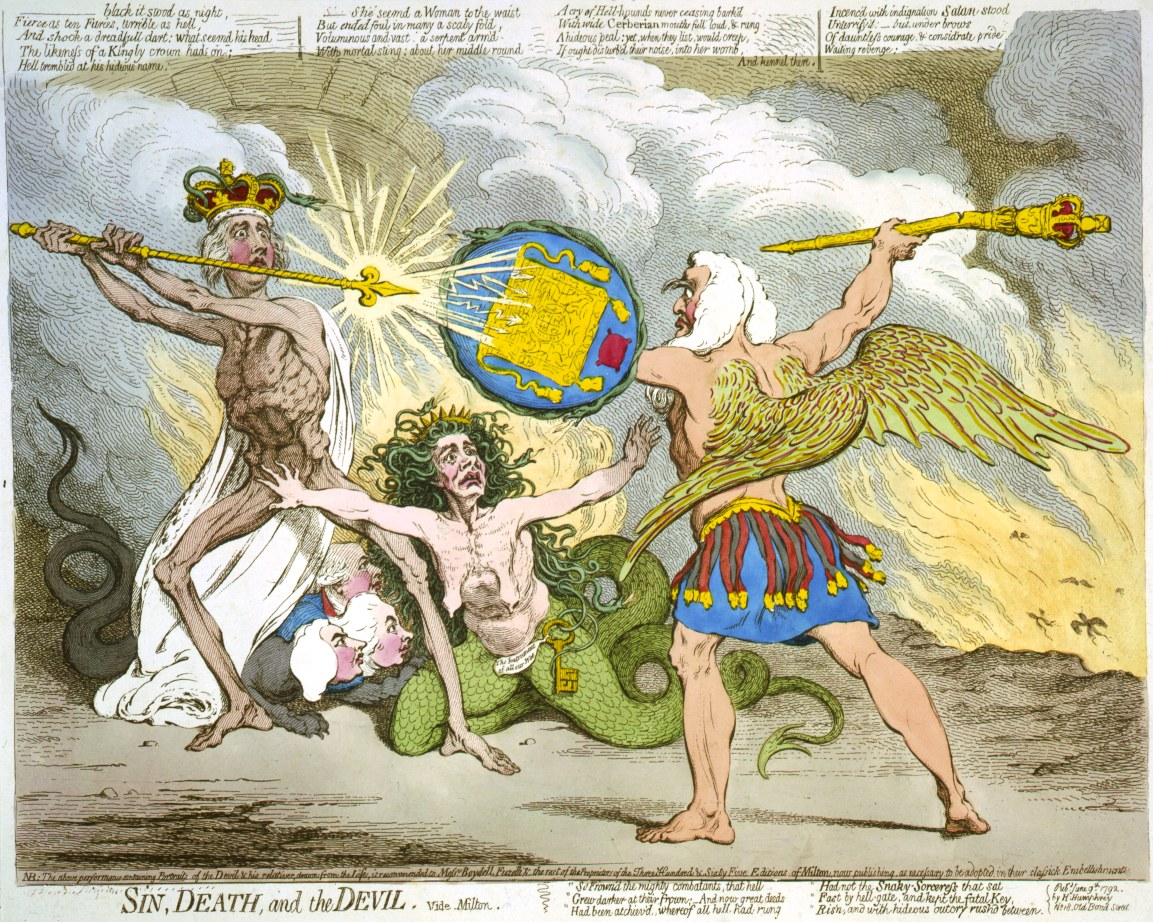
風刺画家ジェームズ・ギルレイによるサーロー解任騒動を描いたカリカチュア。
王笏を持った首相小ピット（左）が、棍棒を振るう大法官サーロー（右）と争っている。足元の地獄の番犬の一匹は、閣僚ウィリアム・グレンヴィル（のち首相）の顔をしている。

1788年夏ごろからジョージ3世は体調不良を訴えており、10月には錯乱（せん妄状態）に陥った。国王が執務不能となった場合、法的にはジョージ王太子（のちジョージ4世）が摂政となるが、放蕩癖の王太子は資質の面から就任を危ぶまれていた（摂政問題）。
この摂政問題をめぐり、サーローが王太子ジョージと野党ホイッグ党との交渉を始めたことで小ピットとサーローの協力関係に亀裂が入った。ホイッグ寄りのサーローは王太子の摂政権への主張に同情的だったほか、ジョージ3世が執務不能に陥った、または崩御した場合に大法官に留任できるよう手を打つことも交渉の目的とされる。

経緯としては、政権奪還をもくろむホイッグの一員リチャード・シェリダンがサーローに「小ピットが摂政に制限をかけるようなら潰してほしい」と手紙で持ちかけたことが始まりであるという。手紙を読んだサーローは「大法官の官職を維持できるのなら協力する」と返信し、その後ウィンザー城の王太子の部屋でホイッグ幹部と密会した。一連の交渉は秘密裏に行われたが、王太子のクローゼットにサーローの帽子が見つかったことで交渉が小ピットにばれてしまった。もっとも、サーローは自身がフォックスから信用されていないことに気づき、ジョージ3世の精神疾患も一時回復したことで摂政問題については小ピット支持へと転じた。手のひらを返したサーローは貴族院で涙を流しながら次のように答弁した。
小ピットは、風見鶏のようなサーローの行動を冷ややかに見ており、「悪党」と評したという。

#### 大法官解任
1790年11月の議会開会当日、内務大臣のウィリアム・グレンヴィルが男爵に叙されて貴族院に転じた。首相小ピットがこの叙爵をお膳立てしており、その狙いは貴族院で（政府が）リードを取り、かつ大法官サーローの影響力を抑えることにあった。このように小ピットの盟友グレンヴィルが貴族院に移籍したことで、サーローが小ピットからの信用を失ったことが明らかになった。グレンヴィルは政策についてサーローと相談するようにしたが、サーローと小ピットの関係は悪化の一途をたどり、ついに1792年5月の減債基金法案への反対で決裂した。小ピットとグレンヴィルはジョージ3世に直訴して、小ピットとサーローのうちどちらか片方を選ぶよう迫った。ジョージ3世はヘンリー・ダンダスを仲介に交渉したが、最終的にはサーローの解任に同意した。後任の大法官には、サーローの好敵手（初代ラフバラ男爵アレクサンダー・ウェッダーバーン）が就任することとなった。

### 退任以降

サーローを描いた肖像画（1792年）

退任とともに1792年6月11日にグレートブリテン貴族であるサフォーク州サーローのサーロー男爵に叙された。この爵位には特別残余権（special remainder）が規定されており、初代男爵の男系男子が断絶した場合は弟でダラム主教を務めるトマスの息子エドワードとトマス、もう1人の弟ジョン（1782年3月11日没）の息子エドワード・サウス（1764年 – 1847年）が継承できるとした。このほか、年金の増額を受けた。
退任以降は貴族院で発言することが稀になったが、登院と採決での投票は続いた。具体的にはウォーレン・ヘースティングズの弾劾裁判で無罪判決に票を投じ、1795年から1796年にかけての強圧的な法案に反対、奴隷貿易廃止に反対、ジョン・ホーン・トゥックの庶民院追放議案にも反対した。最後の議会演説は1802年5月4日に行われ、その内容はアミアンの和約に関するものだった。また王太子に接近して、王太子が結婚したとき（1795年）に王室費の増額を動議した。
政治以外では療養温泉やリゾートで過ごすことが多く、1805年12月13日にはブライトンでサミュエル・ロミリーの訪問を受けている。
痛風により1806年9月12日にブライトンで死去、25日にテンプル教会に埋葬された。サーローは1788年に庶子の息子に先立たれており、また生涯未婚でもあったため、1778年創設のサーロー男爵位は廃絶した。一方で1792年創設のサーロー男爵位は、特別残余権に基づき弟トマスの息子エドワード・サーローが継承した。

## 人物

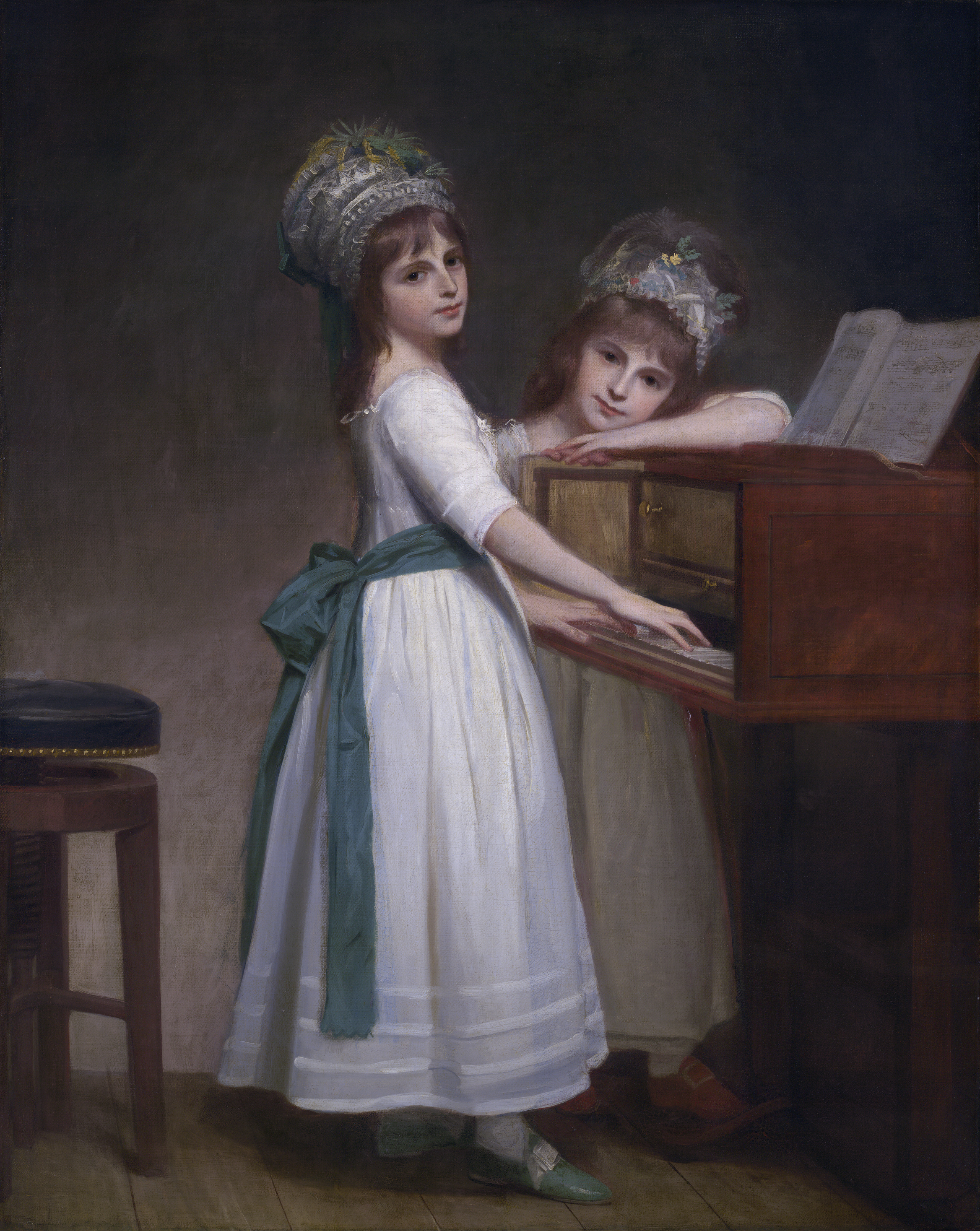
サーローの庶出の娘マリアとキャサリン。ジョージ・ロムニー画、1783年、イェール大学美術館所蔵。

背が高くて体格もよく、威厳のある見た目だった。サミュエル・ジョンソンと急進派のジョン・ホーン・トゥックの友人だった。
物腰が荒っぽく、そのおかげで尊敬されることもあれば、そのせいで恐怖されることもあった。一方で国王ジョージ3世や女性にはいつも上品な態度だった。『英国議会史』はサーローの発言が率直であるとし、弁論では有用だが（内閣の）同僚としては心地よくないとした。『オックスフォード英国人名事典』によれば、同時代の人物の多くがサーローの議会演説を見識の深さではなく、相手を威圧する力で効果を発揮したと評したという。
同時代のアネクドートにはサーローの不敬虔な言葉と宗教行事の無視を風刺するものが多かった。

芸術面では、画家ジョージ・ロムニーを好み、「ロンドンでは、レノルズ派とロムニー派とに二分されているが、私はロムニー派だ」と述べている。ロムニーは大法官の姿のサーロー、サーローの庶出の娘2人を題材に作品を描いている。

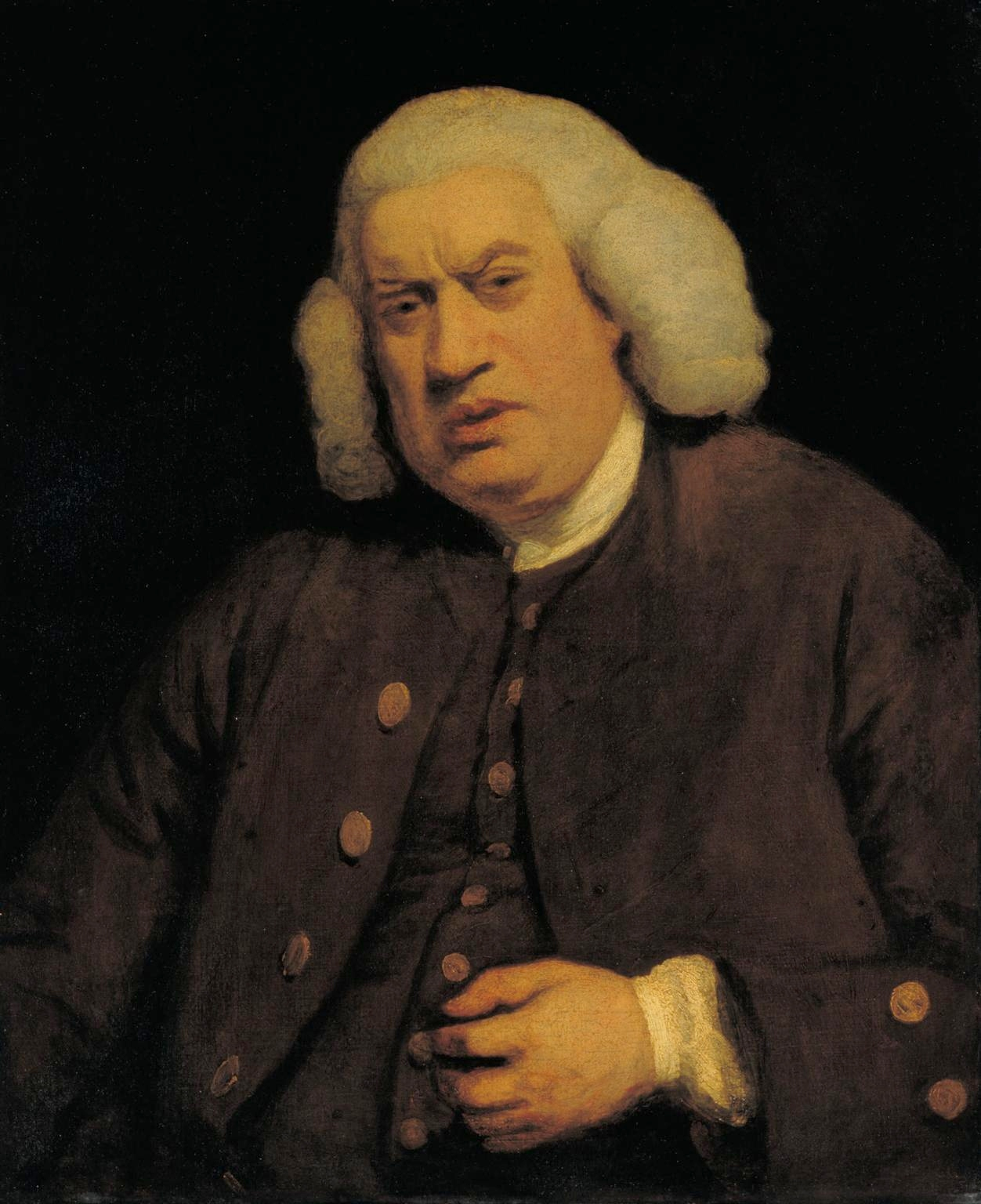
友人のサミュエル・ジョンソン。ジョシュア・レノルズ画、1772年ごろ。
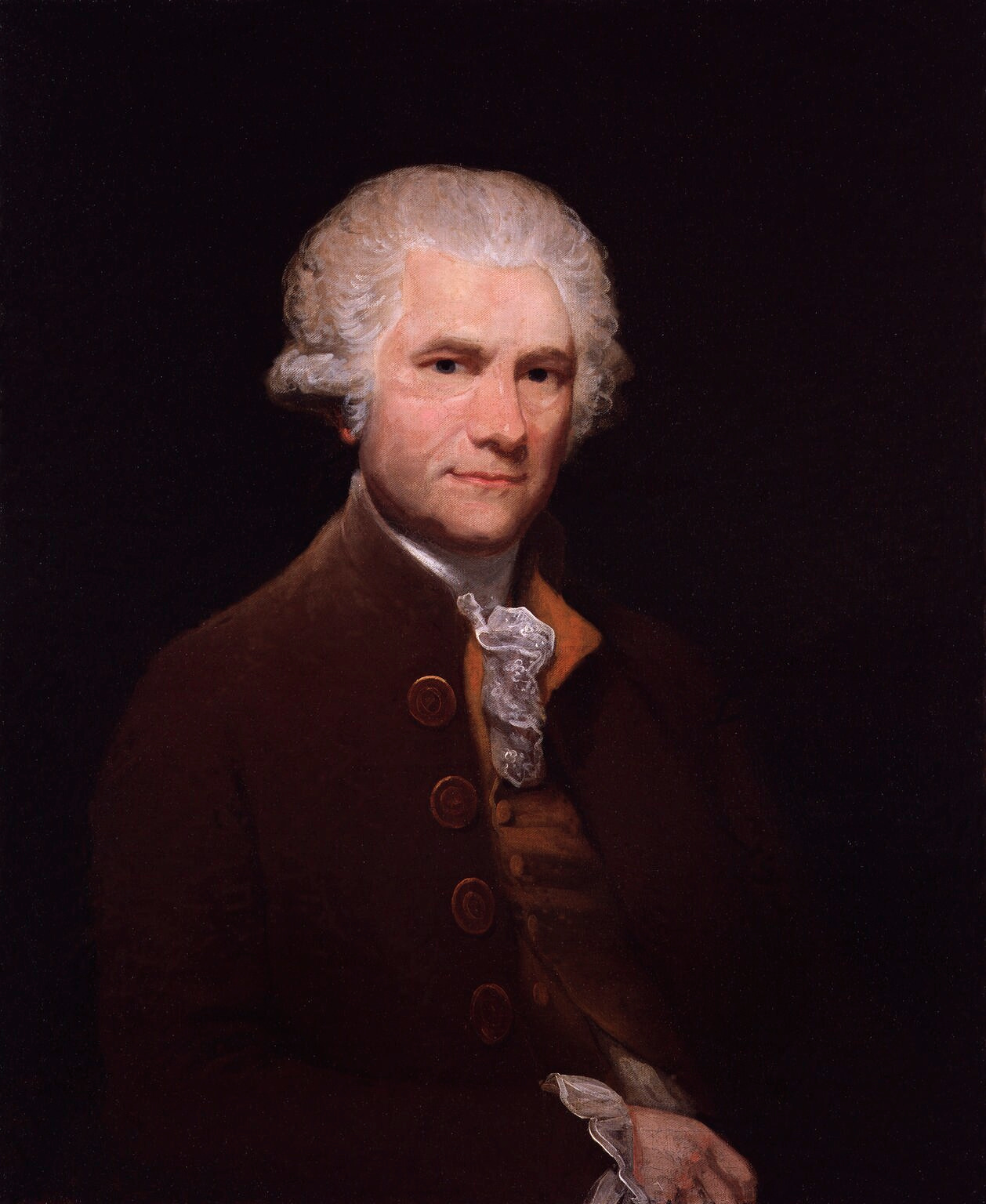
友人の急進派（英語版）ジョン・ホーン・トゥック。

## 栄典

サーロー個人の紋章

### 爵位
1778年6月3日に以下の爵位を新規に叙された。
- サフォーク州アシュフィールドのサーロー男爵（1st Baron Thurlow, of Ashfield in the County of Suffolk）
（勅許状によるグレートブリテン貴族爵位）

1792年6月11日に以下の爵位を新規に叙された。
- サフォーク州サーローのサーロー男爵（1st Baron Thurlow, of Thurlow in the County of Suffolk）
（勅許状によるグレートブリテン貴族爵位、弟の3人の息子への特別残余権付き）

### その他
- 枢密顧問官（PC）（1778年）[2]

## 家族

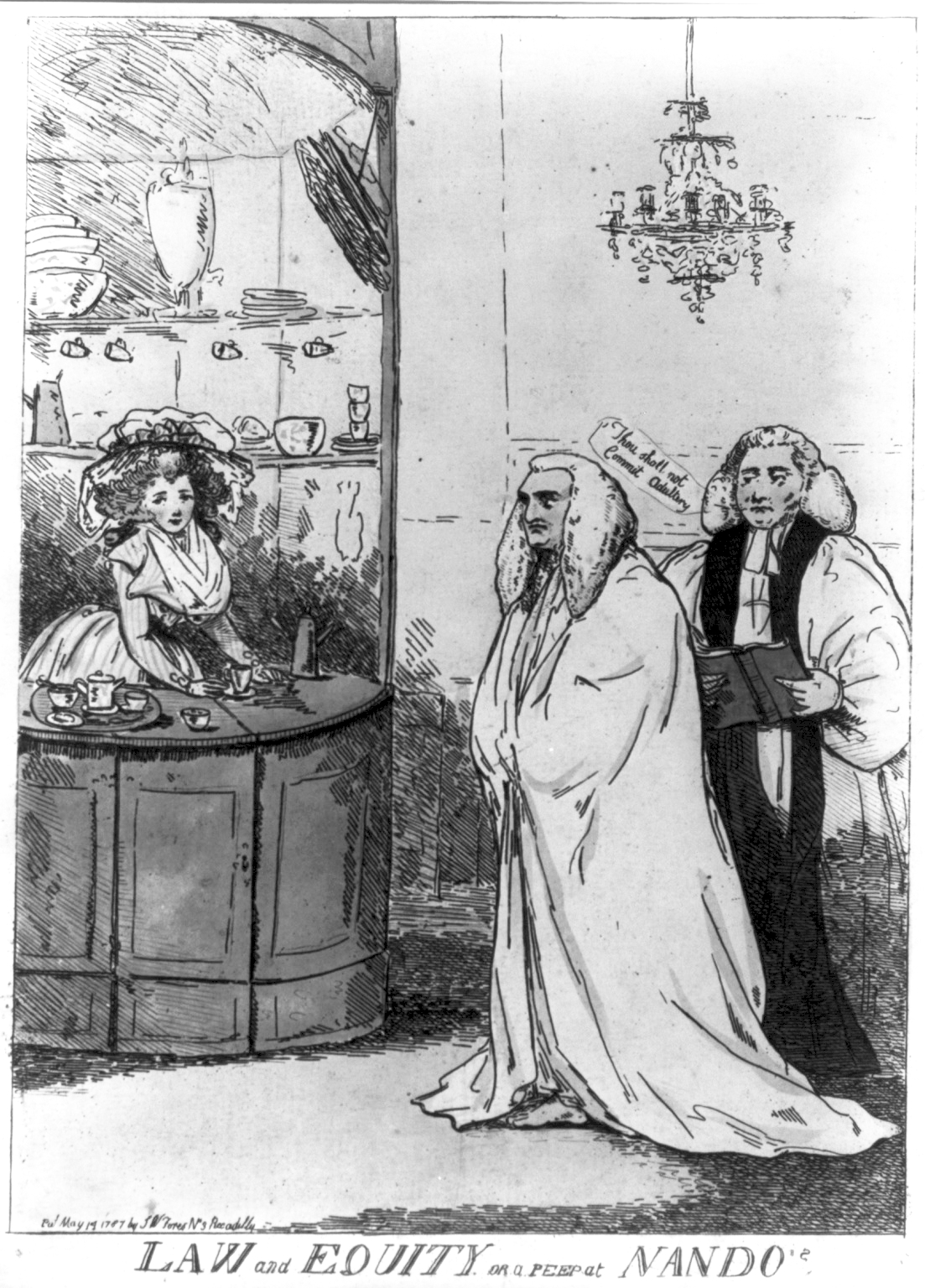
看板娘目当てにナンドーズ・コーヒー・ハウスに通うサーローの風刺画、1787年。

1759年/1760年にキャサリン・リンチ（Catherine Lynch、1760年ごろ没、ジョン・リンチの娘）に出会い、キャサリンは1760年に息子を出産して死亡した。この息子チャールズの父は当時よりサーローとされ、チャールズは1785年にケンブリッジ大学に入学したのち、1788年に死去した。
- チャールズ（1760年 - 1788年）

ナンドーズ・コーヒー・ハウスの店主の娘ポリー・ハンフリーズ（Polly Humphries）とも関係を持ち、2人はダリッチ近くのナイツ・ヒル（Knight's Hill）で同棲した。ポリーは1771年に死産したのち3女をもうけ、サーローは遺言状で庶出の娘たちにいくらか遺産を残した。
- キャロライン（1806年以降没） - 1792年に軍人サミュエル・ブラウン（Samuel Brown）と駆け落ちして、後に正式に結婚した。サーローからは相続廃止されたが、1802年12月にサーローが病気になると、サミュエルが海外で軍務についていたこともあり、キャロラインはサーローを看病した。これによりサーローが遺言状を書き換え、「夫と別居している限り」の条件付きで毎年600ポンドを受け取る権利を与えた。サーローの死後、キャロラインの妹2人は2代男爵を説得して、キャロラインに無条件で600ポンドの年金を与えることに同意させた[27]
- キャサリン（1826年7月9日没） - 1815年3月6日、第17代ソルトーン卿アレグザンダー・フレイザーと結婚[28]
- マリア（1816年2月21日没） - 1802年、第5代準男爵サー・デイヴィッド・カニンガムと結婚、子供あり[29]